# Тарханов Леонід Олександрович
Леонід Олександрович Тарханов (1899—?) — начальник Воркутлага, полковник адміністративної служби. Згодом — Начальник Управління будівництва військово-морської бази в Порккала-Удд.

## Життєпис
Народився в 1899 році в селі Великі Бубни Роменського району Полтавської області. За національністю єврей. З 1921 року в органах ВЧК. З 1922 року-член ВКП(б).
- до 29.04.1937 начальник ХОЗО АХУ НКВС, 29.04.1937 зарахований у діючий склад
- 16.06.1938—17.03.1943 начальник Воркуто-Печорського ВТТ НКВС (Наказ 1515лс НКВС від 16.06.38, Наказ 638лс НКВС від 17.03.43)

Взявшись за величезне й складне Воркутинское господарство, він і не думав вивчати або розбиратися — як і що робиться. Він знав, що в таборі для цього можна знайти достатньо фахівців. Його завданням було «керувати», або, як тоді говорили, рукою водити і чекати, коли дадуть орден Леніна. Взагалі ж він був досить м'яким і вихованим в обігу: не хамив, не лаявся, не вигадував шахрайських комбінацій, любив проявляти доброзичливість. Тарханов був насамперед нероба, і його добрі бажання зводилися до чистої маніловщини: якщо він і хотів, то не знав, як їх реалізувати.
- 1941 — начальник Управління Воркутстроя.

«За порушення режиму утримання ув'язнених у таборі, що спричинило за собою до-р збройний виступ укладених на лагпункті „Рейд“ начальнику Воркутлага НКВС, члена ВКП(б) тов. ТАРХАНОВУ Леоніду Олександровичу поставити на вигляд».
- 12.1944 — начальник Управління будівництва військово-морської бази в Порккала-Удд, що входило до складу Управління будівництва військово-морських баз Талліннського і Ризького морських оборонних районів «Балтвоенморстрой» НКВС СРСР" при Главпромстрое НКВС СРСР (підстава постанови ДКО № 7070сс від 3 грудня та наказу НКВС № 001496 від 14 грудня)
- 1949 — начальник будівництва Цимлянського гідровузла.

Восени цього року мені довелося познайомитися з начальником будівництва Цимлянського гідровузла, як тепер стали іменувати наше будівництво. В один із сонячних днів на територію старого, що підлягає знищенню господарства під'їхала велика чорна машина ЗІС і вийшов чоловік у військовій формі. Представився: «Начальник будівництва Цимлянського гідровузла полковник Тарханов Леонід Олександрович». Він виявився дуже цікавим співрозмовником і дуже добре вихованою людиною. Леонід Олександрович розповів, що до Цимлы працював начальником величезної будівництва на Печорі. Зайшла розмова і про перенесення нашого господарства. Він обіцяв допомогти будматеріалами, що і виконав незабаром. Про себе він залишив гарне враження. І протягом всієї служби у Цимле був частим гостем на опорному пункті…

### Військові звання
- 11.08.1936 — старший лейтенант державної безпеки
- 25.07.1938 — капітан державної безпеки
- 03.11.1944 — полковник адміністративної служби

### Нагороди
- 03.11.1944 — орден Червоної Зірки
- 15.09.1945 — орден Леніна